# パンキードゥードゥルズコーナーズ
パンキードゥードゥルズコーナーズ（英語: Punkeydoodles Corners）は、カナダ・オンタリオ州ウォータールー地域ウィルモット郡区の非法人ハムレット。街の一部はEast Zorra-Tavistock郡区とパースイースト郡区まで広がっている。
その珍しい地名で知られ、町の道路標識はよく盗難される。

## 名称
由来は複数の説がある。ほとんどの説は19世紀後半にあった宿屋と居酒屋にまで遡り、最もよく引用される伝説によれば、地元のドイツ語を話す宿屋の主人がヤンキードゥードルの歌詞を間違って発音し、居酒屋の客には「パンキー・ドゥードル」に聞こえたためそう名付けられたという。
他の説は、時間を無駄にすることを意味するビクトリア朝時代の古い童話、またはイライラした妻が怠け者のカボチャ農家に付けたあだ名に関連があるとされている。カボチャは地元では初期の作物だったという説もある。
コーナーズは道路の交差点であること、ウォータールー地域、オックスフォード郡、パース郡の境が1点に集まる場所という意味のダブル・ミーニングである。
カナダ統計局とカナダ地名データベースは Punkeydoodles Corners を唯一の正表記として登録しているが、Punkeydoodle's Corners など他の綴りも散見される。

## 歴史
ジョー・クラークが祝賀会に参加した1982年のカナダの日は、記念切手を発行するために郵便局が1日だけ開設された。

## 交通

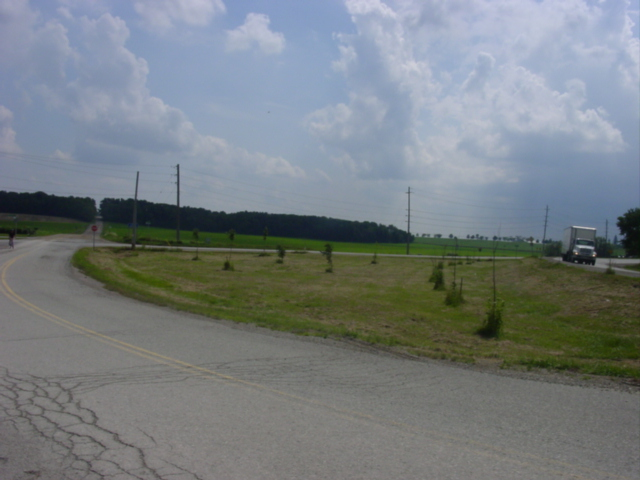
改良前の交差点（2003年撮影）

パンキードゥードゥルズコーナーズの中心部はウィルモット イーストホープ・ロード、タウンシップ・ロード11、パース・ロード101、パースオックスフォード・ロード、パンキードゥードルズ・アベニュー、オックスフォード・ロード5など複数の道路が1つのエリアに集中して交差しており、地元の人から「パンキードゥードルズ・ターンパイク」と呼ばれている。ウォータールー地域警察とオンタリオ州警察によると2013年から2021年の間に11件の衝突事故が発生し、2022年10月には2人の姉妹が死傷する衝突事故が発生したが、3つの郡・自治体に跨っているため関係者の合意形成に時間がかかり大規模な対策は講じられてこなかった。
2024年、安全性向上を目的とした108万ドルの道路工事プロジェクトが実施され、パース・ロード101のパンキードゥードルズ・アベニュー西側とパース・ロード101との交差点のタウンシップ・ロード11北側を永久に閉鎖することで交差点を3つから1つに減らし、残る唯一の交差点であるオックスフォード・ロード5の改良工事（舗装の再舗装、減速車線の新設、街路灯の追加、標識の改善）が行われた
。数ヶ月の工事を経て、11月1日に新しい交差点が開通した。